# Hoarafushi
Hoarafushi (malediw. ހޯރަފުށި) – wyspa na Malediwach, na atolu Haa Alif; według danych szacunkowych na rok 2009 liczyła 2199 mieszkańców.